# Monte Epomeo
El monte Epomeo es la cima más alta de la isla de Isquia con sus 787 m. 
Pese a lo que se ha creído el Epomeo no es un volcán, sino un trozo de corteza  terrestre levantada de la profundidad del fondo marino a consecuencia de las explosiones habidas durante una de las tantas actividades volcánicas (hace unos 30.000 años). 
En las laderas del Epomeo se han asentado seis comunas de la isla de Isquia: Ischia Porto/Ponte, Casamicciola Terme, Lacco Ameno, Forio, Serrara Fontana y Barano d'Ischia.
A lo largo de todas las laderas del Epomeo hay sendas que están más o menos indicadas en los mapas.  
Sobre la cumbre de toba verde se encuentran los restos de una ex ermita y una chiesetta dedicados a San Nicola de Bari.
Desde la cima se puede admirar un escenario incomparable que abarca Capri, Ponza, Gaeta, Nápoles, el Vesubio, y Monte Lattari y la península Sorrentina. 